# Фіель
Фіель (нім. Viöl) — громада в Німеччині, розташована в землі Шлезвіг-Гольштейн. Входить до складу району Північна Фризія. Центр об'єднання громад Фіель.
Площа — 18,95 км2. Населення становить 2237 ос. (станом на 31 грудня 2020).